# Can Bozdoğan
Can Bozdoğan (* 5. April 2001 in Köln) ist ein deutsch-türkischer Fußballspieler. Der Mittelfeldspieler spielt beim FC Utrecht und ist ehemaliger deutscher Juniorennationalspieler.

## Karriere

### Verein
Bozdoğan spielte zunächst in der 1. Jugend-Fußball-Schule Köln in Müngersdorf, bevor er 2008 in das Nachwuchsleistungszentrum des 1. FC Köln aufgenommen wurde. Der Mittelfeldspieler durchlief ab den E-Junioren (U11) die Nachwuchsmannschaften der Geißböcke im RheinEnergieSportpark in Sülz. In den Spielzeiten 2016/17 und 2017/18 spielte Bozdoğan mit den B1-Junioren (U17) in der B-Junioren-Bundesliga. In der Saison 2018/19 war er mit den A-Junioren (U19) in der A-Junioren-Bundesliga aktiv, nachdem er bereits in der Vorsaison zu einem Einsatz gekommen war. 
Zur Saison 2019/20, seinem letzten Juniorenjahr, wechselte Bozdoğan in die U19 des FC Schalke 04 und wurde als Stammspieler auch zu deren Spielführer. Mitte Juni 2020 stand Bozdoğan beim 1:1 gegen Bayer 04 Leverkusen am 31. Bundesliga-Spieltag erstmals in der Startformation der Profimannschaft unter Cheftrainer David Wagner. Bis zum Saisonende folgten zwei weitere Einsätze in der Startelf. Zur Saison 2020/21 rückte Bozdoğan fest in den Profikader auf. Im Saisonverlauf kam er zu 14 Einsätzen, stieg mit der Mannschaft jedoch als Tabellenletzter in die 2. Bundesliga ab.
Nach dem Abstieg der Gelsenkirchener wechselte Bozdoğan per Leihe für eine Saison zum türkischen Double-Sieger der Vorsaison, Beşiktaş Istanbul. Zur Sommervorbereitung 2022 kehrte er zunächst zu den Schalkern zurück, die wieder in die Bundesliga aufgestiegen waren, wechselte jedoch noch vor dem Beginn der Saison 2022/23 für ein Jahr auf Leihbasis zum niederländischen Erstligisten FC Utrecht. Ende Mai 2023 einigten sich die Vereine auf einen fixen Wechsel.

### Nationalmannschaft
Bozdoğan, der für die Mittelrhein-Auswahl zum Einsatz gekommen war, spielte 2016 erstmals für eine deutsche Nachwuchsnationalmannschaft, als er zwei Spiele für die U15-Nationalmannschaft absolvierte. Von 2016 bis 2017 lief der Mittelfeldspieler in vier Partien für die U16 sowie neunmal für die U17 auf. Mit der U17 nahm er an der Europameisterschaft 2018 in England teil, wo die deutsche Mannschaft nach der Gruppenphase ausschied. Für die U18-Nationalmannschaft kam er im Jahr 2018 zu zwei Einsätzen.

## Erfolge
- Türkischer Supercupsieger: 2021